# QP (Plattenbautyp)

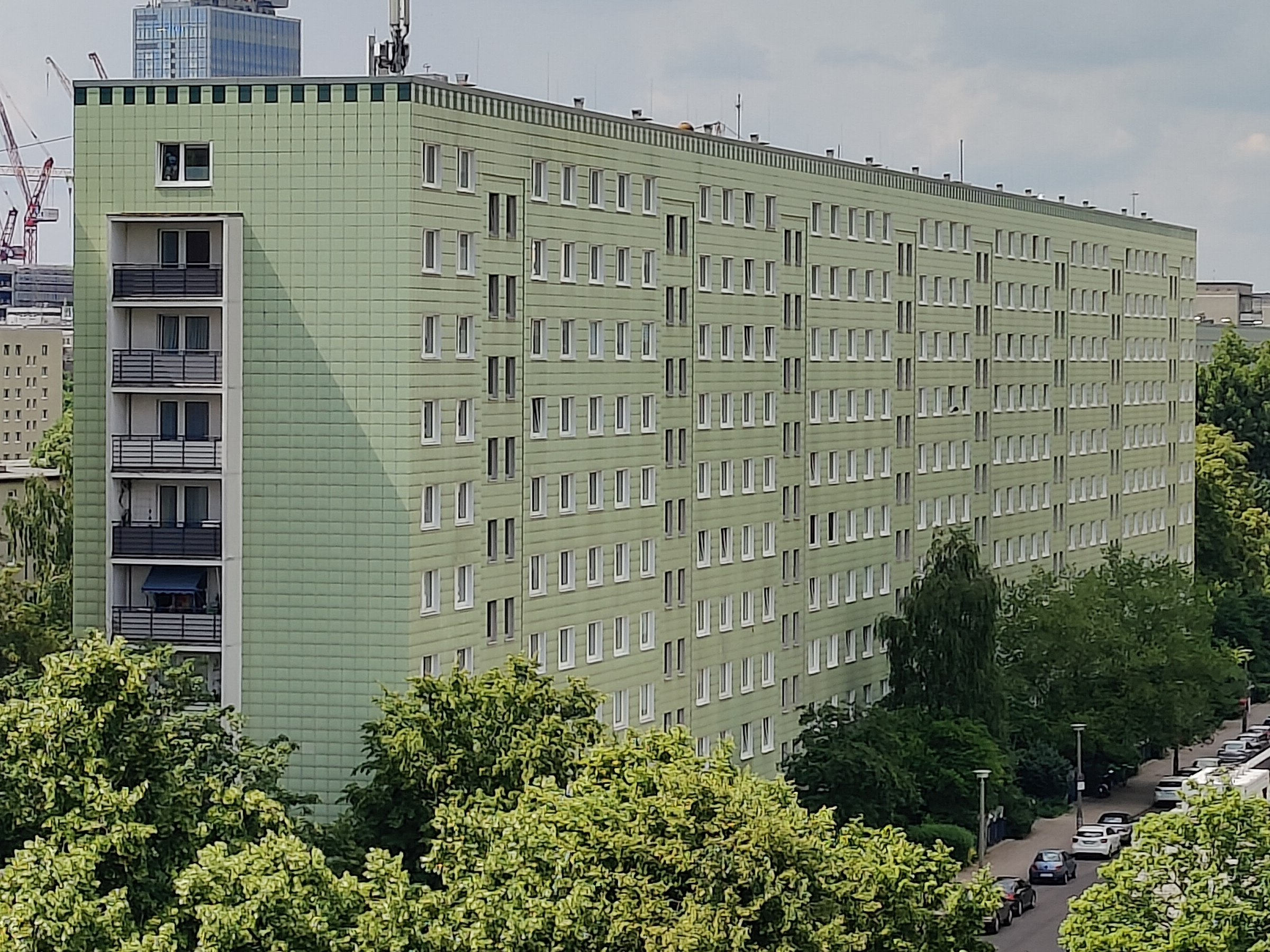
Ein zehngeschossiger QP64 am Platz der Vereinten Nationen

QP ist die Abkürzung für eine Typenreihe von Plattenbauten in der DDR. Konzipiert wurde er von Josef Kaiser für die Deutsche Bauakademie. Der Typ kam von 1959 bis 1983 in Berlin, Schwedt/Oder und Magdeburg zum Einsatz. Vom Serientyp wurden in Berlin rund 35.000 Wohneinheiten errichtet, vom Typ Magdeburg dort rund 11.000.
Das Kürzel steht für Querplatte, eine Bauweise, die nur 3,60 m breite Zimmer erlaubte. Es existieren die Typen QP59, QP61 und QP64 (die Zahl markiert das Jahr des ersten Baus), daneben als Ableitung der QP/M10 (Typ Magdeburg). Der QP59 war fünfgeschossig, QP61 und 64 achtgeschossig, vom QP64 existieren auch zehngeschossige Ausführungen. Treppenhäuser und Müllschlucker sind außenliegend. Ein besonderes gestalterisches Element sind die Balkone am Giebel.
QP bieten Ein-, Zwei- und Dreizimmerwohnungen mit 29,48 m², 48,11 m² bis 56,39 m² und 74,85 m² bis 79,34 m². Die Fassaden werden durch den Wechsel von Balkonen mit bodentiefen Fenstern gegliedert.
Ab 1971 entstand eine Mischform aus dem Typ QP (Gebäuderückseite) und dem WBS 70 (Frontseite), der sogenannte WBS/QP71-R.

## Technische Daten

### QP
- Grundprinzip: Leichtbetonbau aus Tafeln
- Masse der Fertigteile: höchstens 5,0 t
- Typen: QP59, QP61, QP62, QP64, QP71, QP71R
- Dachform: schmetterlingsförmiges Kaltdach mit bekriechbarem Drempelraum